# Ziemia drohicka

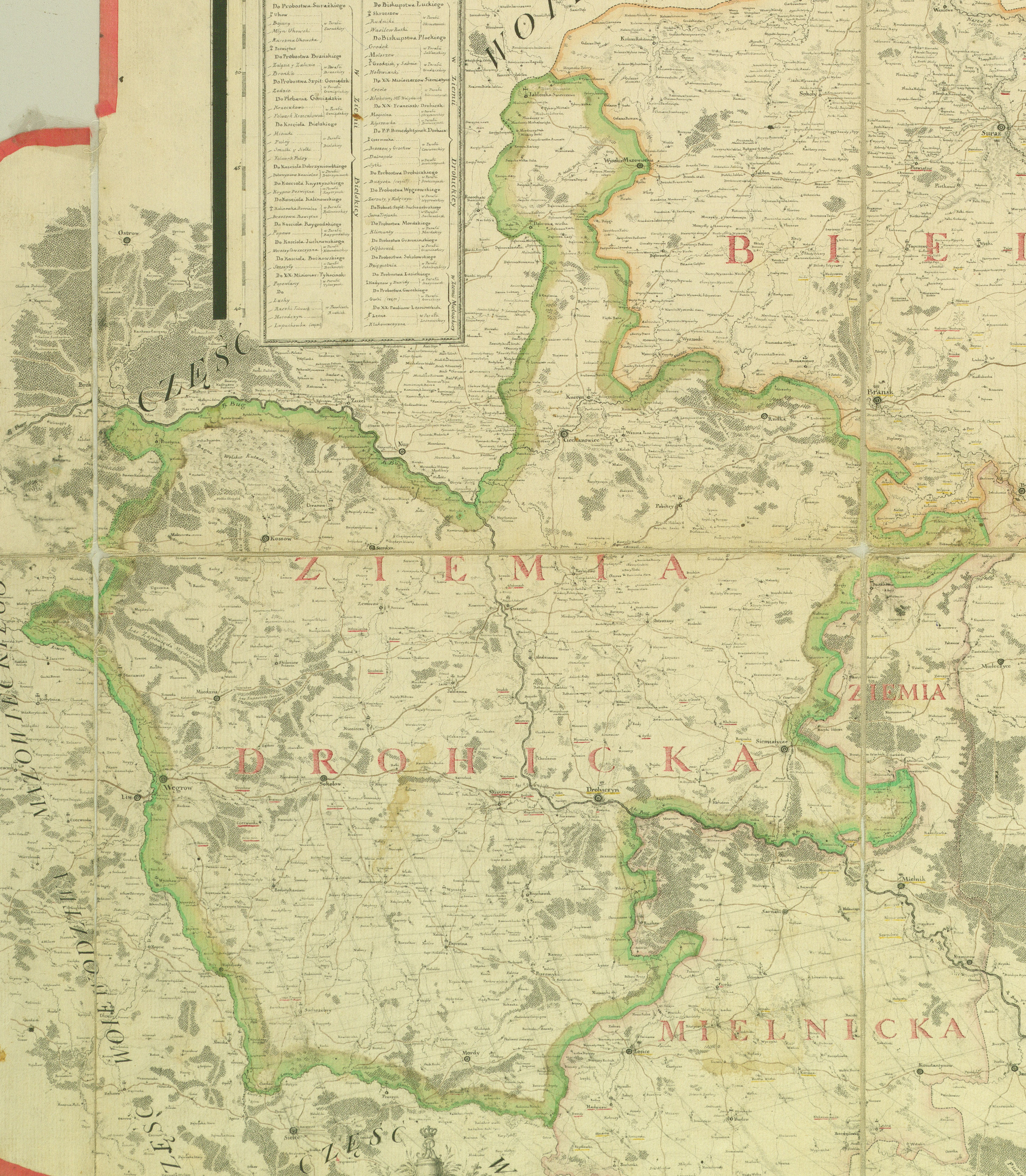
Ziemia drohicka (1795)

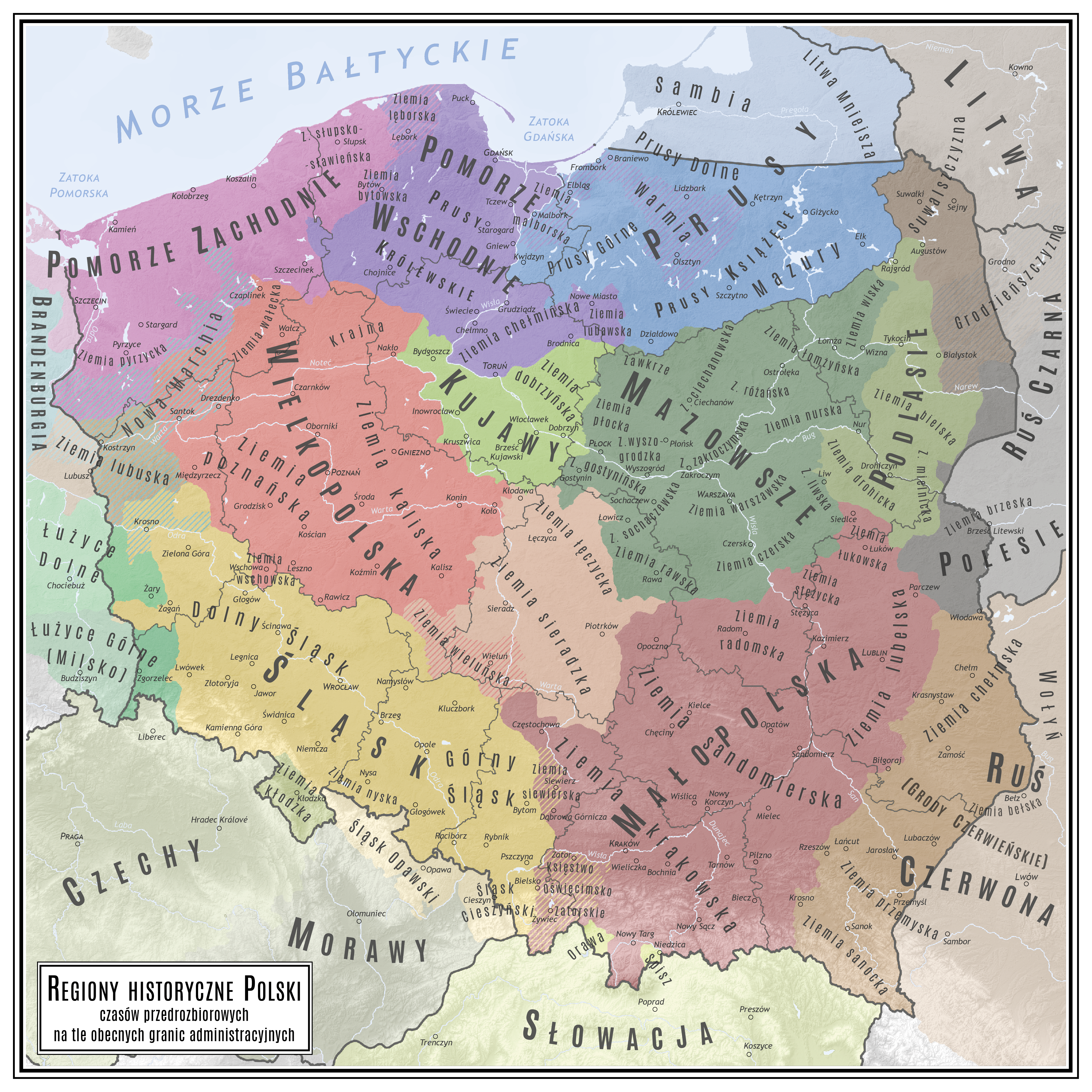
Ziemia drohicka i inne krainy historyczne Polski na tle współczesnych granic administracyjnych

Ziemia drohicka, ziemia drohiczyńska – jednostka terytorialna pierwotnie od 1413 roku wchodząca w skład województwa trockiego, a od 1513 roku województwa podlaskiego. Głównym miastem województwa był Drohiczyn. Szlachta tej ziemi sejmiki odbywała w Drohiczynie, wybierając 2 posłów na sejm. Tam też był sąd grodzki. Sąd ziemski sprawowany był w Drohiczynie, Miedznej, Sokołowie Podlaskim, Mokobodach. Pierwotnie w jej skład wchodziła Ziemia mielnicka, do czasu jej wyodrębnienia w 1 połowie XVI wieku.
Pierwotna zachodnia granica ziemi drohickiej biegła do połowy XIV wieku od ujścia Nurca do Bugu rzekami Nurcem, Mienią, Lizą i Gręską.
W drugiej połowie XVI wieku ziemia drohicka obejmowała obszar 3550 km kwadratowych na którym znajdowało się 651 miejscowości (i osad), w tym: 9 miast, 641 wsi oraz 1 osada młyńska (Przekop). Spośród 9 miast tylko jedno – Drohiczyn – było własnością królewską, pozostałe 8 to własność szlachecka: Ciechanowiec, Miedzna (Międzylesie), Mokobody (Mąkobody), Mordy, Siemiatycze, Sokołów Podlaski (Sokołów), Węgrów i Wysokie Mazowieckie (Wysokie). Szacuje się, że najludniejsze miasta to Drohiczyn i Ciechanowiec (oba po ok. 2000 mieszkańców), najmniej mieszkańców liczyły Miedzna (ok. 600 osób) i Mokobody (ok. 300 osób). Struktura własnościowa przedstawiała się następująco: 638 osad było własnością szlachecką, 4 – królewską, 7 – duchowną, a pozostałe 2 stanowiły własność mieszaną: szlachecko-duchowną i królewsko-szlachecką. Struktura własności ziemi wyglądała następująco (dane we włókach): własność królewska (w tym „włóki miejskie”) to 204 włóki, duchowna to 91,25, wielka własność szlachecka – 1 610,75, średnia własność szlachecka – 155, drobna własność szlachecka – 201,75 oraz szlachta bezkmieca – 3 389,8 włók; łączna wielkość ziemi uprawnej w ziemi drohickiej wynosiła 5 652,55 włók. W ziemi drohickiej funkcjonowały 3 zamki: w Drohiczynie, Ciechanowcu i Miedznej.
Starostowie drohiccy
(data przy nazwisku oznacza wzmiankę o piastowaniu stanowiska)
- Jan syn Dobrogosta – wzmianka 31.01.1342
- Jan – 24.07.1388
- Przedbor – 1414
- Mikita – 1416 (wzmianka „woyewoda drohiczensis”)
- Nasuta – 1430
- Ondruszko Dowojnowicz – 1438
- Michał Goliginowicz – 1445, 1448
- Nasuta – 1450, 1458
- Stefan Świejko – 1464
- Piotr Paszkowicz Strumiłło – 1464, 1474
- Nac – 1476
- Iwaszko Ilnicz (ojciec Mikołaja i Jerzego) – 1476, 1478
- Jerzy Niemirowicz (ojciec Jerzego) – 1479, 1480
- Jakub Dowojnowicz – 1481, 1499
- Jerzy Nieciecki – 1482
- Jan Steczkowicz Dołubowski (zm. przed 5 kwietnia 1541 r.) – 1501, 1510
- Jan Litawor Chreptowicz – 1509, 1512
- Mikołaj Hlebowicz herbu Leliwa – 1512-1514
- Jan Zabrzeziński – 1514, 1516
- Niemira Hrymalicz – 1516
- Jan Radziwiłł – 1518, zm. 1522
- Piotr Kiszka – 1522, 1532, potem wojewoda trocki
- Iwan Sapieha (ur. 1486, zm. 1546)
- Andrzej Falkowicz – 1542, 1556
- Mikołaj Kiszka (zm. 1587) h. Dąbrowa – starosta drohicki w latach 1556–1587, wojewoda podlaski
- Stanisław Steczko – prawdopodobnie mylne przypisanie urzędu
- Mikołaj Kiszka (zm. 1620) (ok. 1565-1620), starosta drohicki w latach 1588–1620
- Krzysztof Brzozowski, pisarz ziemski bielski – 1620
- Adam Olędzki, sędzia drohiczyński – 1621, 1625
- Marcin Leśniowolski – 1625-1643
- Marek Wodyński, kasztelan podlaski – 1643-1646
- Zbigniew Ossoliński h. Topór, podstoli nurski, kasztelan czerski (zm. 25.07.1679), starosta drohicki w latach 1646–1679
- Marek Butler – 1679, 1690
- Jan Butler (brat Marka i Aleksandra) – 1690-1700
- Aleksander Butler (ponownie) – 1700-zm.1708
- Jakub Ossoliński – spór o starostwo z Butlerami
- Marek Antoni Butler (syn Aleksandra) – 1708
- Franciszek Maksymilian Ossoliński (1676-1756), starosta drohicki w latach 1710–1716
- Jan Stanisław Ossoliński (brat Franciszka) – 1716-1757
- Aleksander Maciej Ossoliński (syn Jana) – 1757-1774
- Jan Onufry Ossoliński (syn Aleksandra) – 1774-1812